# Десять секунд (фільм)
«Десять секунд» (англ. Ten Seconds) — український документальний фільм 2016 року режисерки та сценаристки Юлії Гонтарук, знятий компаніями Вавилон'13 та Альбатрос Комунікос. Фільм розповідає про наслідки обстрілу Маріуполя 24 січня 2015 року. Прем'єра в Україні відбулась 27 березня 2016 року. За перший рік фільм отримав численні нагороди на українських кінофестивалях.

## Сюжет
Кінострічка «Десять секунд» розповідає про наслідки обстрілу 24 січня 2015 року житлового кварталу «Східний» у Маріуполі, що призвів до численних жертв серед цивільного населення та який вівся із систем залпового вогню «Град» зі сторони тимчасово окупованих територій України російськими бойовиками з так званих «ДНР» і «ЛНР».

## Знімальна група
- Режисери-постановники: Юлія Гонтарук
- Сценаристи: Юлія Гонтарук
- Оператори-постановники: Юрій Грузінов
- Звукорежисери: Андрій Нідзельський
- Режисери монтажу: Роман Любий, Іван Банніков, Максим Васянович[3]
- Продюсери: Ганна Капустіна, Юлія Гонтарук

## Нагороди
| Рік  | Нагорода (або фестиваль)                                                  | Категорія                                        | Результат |       |
| ---- | ------------------------------------------------------------------------- | ------------------------------------------------ | --------- | ----- |
| 2017 | 1-ша церемонія вручення «Золотої дзиґи»                                   | Найкращий документальний фільм                   | Номінація | [ 4 ] |
| 2016 | Національна програма Рівненського міжнародного кінофестивалю «Місто Мрії» | Повнометражне кіно (друга премія)                | Перемога  | [ 5 ] |
| 2016 | Канівський міжнародний кінофестиваль імені Юрія Іллєнка                   | Найкращий документальний фільм                   | Перемога  | [ 6 ] |
| 2016 | Кінофестиваль «КіТи»                                                      | Найкращий документальний повнометражний фільм    | Перемога  | [ 7 ] |
| 2016 | Міжнародний фестиваль документального кіно про права людини Docudays UA   | Премія імені Андрія Матросова за найкращий фільм | Перемога  | [ 8 ] |
| 2016 | Міжнародний фестиваль документального кіно про права людини Docudays UA   | DOCU/ПРАВО                                       | Номінація | [ 8 ] |
| 2017 | Премія Національної спілки кінематографістів України                      | Найкращий неігровий фільм                        | Перемога  | [ 9 ] |